# Messerflug
Der Messerflug ist ein Kunstflugmanöver, bei dem das Flugzeug in einer dauerhaften 90°-Seitenlage fliegt.
Da in diesem Flugzustand die Tragflächen keinen Beitrag zur Auftriebserzeugung leisten können, muss der nötige Auftrieb mit dem Rumpf (genauer: der Fläche der Projektion seiner Seitenansicht) erzeugt werden. Das Seitenruder bestimmt den Anstellwinkel des Rumpfes und wird kräftig auf der Seite gehalten, die erforderlich ist, die Mittelachse des Flugzeuges relativ nach oben (im Normalflug als „schiebend“ zu bezeichnender) Fluglage auszurichten (beispielsweise bei einem Messerflug mit 90° Linksneigung Seitenruder nach rechts). Da die Form des Rumpfes normalerweise nicht zur Auftriebserzeugung ausgelegt ist, kann diese Figur nicht mit allen Flugzeugtypen befriedigend geflogen werden. Durch die Verschiebung der Bezugsebene um 90° übernimmt das Höhenruder die Funktion der Richtungssteuerung, und die Querruder sorgen für die Aufrechterhaltung der Seitenlage. Auch entsteht durch den aufgrund der Anstellung des Rumpfes leicht nach oben weisenden Vektor der Antriebskraft (Propellerzug, Schubstrahl) eine auftriebserzeugende Komponente.
Durch die spezielle tropfenförmige Rumpfform und den großzügig dimensionierten Antrieb zeigt hier z. B. die Pitts Special gute Leistungen.